# Yves Hervouet
Yves Hervouet (né le 30 avril 1921 à Remouillé et mort le 29 janvier 1999 à Clamart) est un chercheur et sinologue français.

## Biographie
Yves Hervouet étudie les lettres classiques à l'université de Grenoble. Il entre à l'École nationale des langues orientales vivantes où il obtient une bourse pour étudier à Pékin. Il est ensuite recruté par l'École nationale des langues orientales vivantes et séjourne à Hanoï, Hong-Kong et Tokyo de 1951 à 1953.
Il devient enseignant à l'université de Bordeaux puis contribue à la création de l'université de Vincennes où il est nommé professeur de chinois en 1969. Il enseigne ensuite à l'université Paris-VII où il dirige l'UER de Langues et civilisations d'Asie orientale.
Il organise le XIXe Congrès international des orientalistes à la Sorbonne en 1973.

## Distinctions
- Officier de la Légion d'honneur (1986)[6]

## Sources
Les papiers personnels d'Yves Hervouet sont conservés aux Archives nationales sous la cote 590AP